# Ashley Cole
Ashley Cole, angleški nogometaš, * 20. december 1980, Stepney, London, Anglija, Združeno kraljestvo.

## Arsenal
Ashley je bil rojen v vzhodnem Londonu, napredoval je iz Arsenalove mladinske akademije, za topničarje je debitiral v starosti 18 let v Worthingtonovem pokalu. 
Preživel je tri mesece v obdobju posoje v Crystal Palace ob koncu sezone 1999/2000, nastopil je kar štirinajstkrat in dosegel 1 gol, njegov napredek je bil nagrajen s svojim prvim nastopom v Premier ligi na zadnji tekmi sezone.
Ob koncu te sezone je dobil prednost v prvi postavi namesto Sylvinha. Naslednjo sezono pa je prejel tudi svojo prvo medaljo, saj je Arsenal obvaroval mesto v Premiershipu in FA-pokalu z zmago v finalu nad Chelseajem. Leto kasneje pa je bil Southampton premagan v Cardiffu.
Bil je tudi na dobri poti, da svoji svoj drugi naslov v Premiershipu (igral je 32-krat) in zaigral je za angleško nogometno reprezentanco.

## Chelsea
Igralec leta ob koncu sezone, Cole je imel najboljšo sezono na Chelseaju med 2008/09. 
V času njegove tretje sezone pri Chelseaju je osvojil naziv najboljšega branilca v Angliji. 
Teden dni kasneje je Cole dosegel rekordni dosežek, saj je kot edini moški v moderni dobi sodeloval na petih zmagah v FA pokalih (s Chelseom v letih 2007 in 2009 ter s tremi z Arsenalom, od koder je prišel poleti 2006).
Do njegovega prihoda v klub je nastopil na vseh mednarodnih tekmah angleške reprezentance na položaju levega bočnega branilca.
Chelsea je izgubil branilca svetovnega razreda, Williama Gallasa, ki je podpisal pogdbo z Arsenalom na isti dan, vendar pa so bili prepričani, da je bil prehod ustrezno nadomeščen s podpisom pogodbe z igralcem, ki je bil pogosto opisan kot najboljši na njegovem položaju na svetu. 

## Reprezentanca
Zaradi izkušenj iz angleške U-20 reprezentance ga je trener Sven-Göran Eriksson vzel v prvo postavo angleške nogometne reprezentance. Svoj prvenec je doživel na tekmi proti Albaniji marca leta 2001.